# Antoine Godeau (Québec)
Pour les articles homonymes, voir Antoine Godeau (homonymie) et Godeau.
Antoine Godeau, de son vrai nom Antony Bailly, est un acteur et metteur en scène canadien du Québec, né le 25 août 1870 à Paris et mort à Montréal le 7 juin 1946 à l'âge de 76 ans. 

## Biographie
Antoine Godeau arrive à Montréal vers 1897, où il connaît une longue carrière de régisseur et d'administrateur de théâtre. Il obtiendra aussi plusieurs rôles, surtout secondaires.
Il sera pendant 10 ans (1924-1934) le metteur en scène et l'administrateur de la troupe de Fred Barry et Albert Duquesne. Il sera de quelques feuilletons radiophoniques québécois (dont la Pension Velder).
Il est le père de la comédienne Marthe Thiéry.

## Source
- Dictionnaire des artistes du théâtre québécois, Cahier de théâtre Jeu, 2008, p. 173-174